# Ківісте (станція)
60°18′50″ пн. ш. 24°50′45″ сх. д. / 60.314° пн. ш. 24.8458° сх. д.
Ківісте (фін. Kivistön rautatieasema, швед. Kivistö järnvägsstation) — залізнична станція мережі приміських залізниць Гельсінкі, розташована у Ківісте, Вантаа, Фінляндія, між станціями Вегкала та Авіаполіс.
Пасажирообіг у 2019 склав 2 211 304 осіб 

Відкрита 1 липня 2015 року.
Конструкція — колонна трипрогінна мілкого закладення, з однією прямою острівною платформою. 

## Пересадки
- Автобуси: 431, 431N, 433, 443, 443K, 444, 445, 445T, 446, 447, 561, 576, 971